# Шаван (Савоја)
Шаван (фр. Chavanne) насеље је и општина у источној Француској у региону Рона-Алпи, у департману Савоја која припада префектури Шамбери.
По подацима из 2011. године у општини је живело 624 становника, а густина насељености је износила 203,92 становника/km². Општина се простире на површини од 3,06 km². Налази се на средњој надморској висини од 305 метара (максималној 365 m, а минималној 257 m).

## Демографија
| 1962. | 1968. | 1975. | 1982. | 1990. | 1999. | 2011. |
| ----- | ----- | ----- | ----- | ----- | ----- | ----- |
| 176   | 193   | 208   | 269   | 332   | 393   | 624   |

График промене броја становника у току последњих година